# Верховний бог
Верховний бог, Головний бог або Князь Богів (англ. Prince of the Gods) — з плином розвитку політеїстичних релігій спостерігалась тенденція до здобуття переваги одного божества як головного бога, якого в англомовній літературі називають «король богів». Ця тенденція могла йти паралельно з ростом ієрархічних систем політичної влади, у яких монарх (князь, король) зрештою брав на себе верховну владу в людських справах. 

Інші боги включались в Божественне Коло або пантеон; такі інші божества зазвичай пов'язувались родинними зв'язками з головним богом, який відповідав за створення Світу.
Історично склалося так, що подальші політичні або соціальні зміни, такі як вторгнення сусідніх племен або зміни владних династій, могли призвести до того, що попередній головний бог був витіснений новим, який брав на себе атрибути та функції головного. Часто у короля богів є принаймні одна дружина, яка є королевою богів. 

Чоловічі боги зазвичай були богами неба, а жіночі богині — землі.
Існує також тенденція до того, що головний бог, набуваючи дедалі більшого значення, синкретично приймали атрибути та функції інших божеств, які починали розглядатися як аспекти єдиного верховного божества.

## Головні боги
Приклади короля богів у різних культурах:
- Месопотамські і шумерські аннунакі — Енліль витісняє Ану, якого своєю чергою замінює Мардук у Вавилоні
- Стародавній Єгипет — Амон-Ра
- Ханаан — Баал-Хадад витісняє Ела
- Кельти — Лугус витісняє Нуаду
- Хурити / Хети — Теру (Терун) і Аріяна витісють Кумарбі.
- Індуїзм — Індра є Бог грому та блискавки та правитель небес
- Антична міфологія — Кронос витісняє Урана, а Зевс, у свою чергу, витісняє Кроноса
- у Північній Євпрові — Одін бере на себе роль Всебатька, але германо-скандинавська міфологія має кілька пантеонів богів, для Асів Одін є верховним богом, а для Ванів ні.
- Зороастрійці — Агура Мазда
- Давньоукраїнська міфологія — Род або Сварог, пізніше Перун.

## Характеристики
Нижче наведено характеристики, спільні практично для всіх верховних богів:
- Створення світу: більшість із цих богів мають силу завдяки тому, що вони створили світ, сформулювали його закони та/або створили форми життя, зокрема людей.
- Панування над небом: багато таких божеств контролюють усі аспекти неба, такі як погода, дощ, гроза, повітря, вітер і небесні об'єкти, такі як зірки. Вони також контролюють деякі аспекти Землі, такі як урожай, родючість, рослини чи гори.
- Блискавки як особиста зброя: зазвичай зустрічаються з небесними богами.
- Божественна мудрість: володіють вищою мудрістю та ясновидінням порівняно з більшістю істот.
- Бог Сонця, денного світла або небесного вогню: асоціюються з Сонцем, оскільки воно дає життя та є потужним символом порядку. Кажуть, що вони відповідають за небесний вогонь, який очищає за своєю природою. Денне світло також є важливим явищем, оскільки більшість подій відбуваються за його присутності.
- Завоювання, закон, справедливість, порядок, час і доля: мають здатність контролювати події битви та дарувати перемогу тим, хто на це заслуговує. Вони розглядаються як зразки закону та сприяють порядку. Вони розглядаються як могутні прояви відповідних цивілізацій. Деякі боги або володіють великою майстерністю у війні, або величезною фізичною силою. Деякі з них певним чином контролюють час і регулюють пори року.
- Божественна влада над іншими богами: голова пантеону є батьком або творцем багатьох богів і богинь, які присягають йому на вірність. У результаті король богів стежить за тим, щоб усі божества функціонували належним чином, карає їх за проступки, дарує або позбавляє безсмертя менших богів тощо.
- Божественний суперник: у деяких випадках може існувати інший бог, який має рівну надприродну силу і вважає, що може виконувати роботу краще, ніж поточний король. Це часто призводить до конфліктів, а в крайніх випадках до війни. Наприклад: Ра і Апофіс; Мітра і Даева; Кронос і Уран тощо.